# 陈培烈
陈培烈（1919年9月—2010年），浙江诸暨人，中华人民共和国政治人物，天津市政协原副主席，中国国民党革命委员会中央委员会原常务委员，第六、七、八届全国政协委员。